# On Her Majesty's Secret Service
On Her Majesty's Secret Service (prt: 007 - Ao Serviço de Sua Majestade; bra: 007 - A Serviço Secreto de Sua Majestade) é um filme britânico de acção, aventura, drama, romance, thriller e espionagem de 1969, o sexto da série 007. O actor australiano George Lazenby interpreta Bond pela primeira e única vez substituindo Sean Connery, que voltaria em Diamonds are Forever. O editor dos filmes anteriores, Peter R. Hunt, pediu aos produtores Harry Saltzman e Albert R. Broccoli para dirigir a realização do filme.
James Bond tem de deter Blofeld, que planeia lançar uma praga através de raparigas chamadas Anjos da Morte a não ser que as suas exigências sejam satisfeitas. Bond conhece Teresa di Vicenzo e apaixona-se por ela, acabando por se casar.

## Sinopse
Bond está a viajar pela costa portuguesa e, de repente, depara com uma mulher num Mercury Cougar a ultrapassá-lo. James persegue-o, vê o carro estacionado na berma e vê uma rapariga a tentar suicidar-se no mar. Bond interrompe o acto e salva-a apresentando-se. Após lutar com dois homens numa cena dramática, Bond vê a rapariga fugir no seu Cougar.
Após a sequência dos títulos, Bond vai a um hotel do Estoril cujo gerente afirma que o proprietário do Cougar é Condessa Teresa "Tracy" di Vicenzo. À noite, desloca-se para o casino. Lá, a mesma Tracy faz uma aposta que não pode pagar. O agente pagando sua dívida e a rapariga agradece convidando-o a deslocar ao seu quarto. No quarto, Bond encontra um capanga, e após lutar volta para seus aposentos, onde encontra a condessa.
No dia seguinte, Tracy sai do hotel. Bond abre a gaveta ao seu lado e repara que Tracy pagou-lhe a dívida completamente. Mais tarde é apanhado por quatro homens, incluindo o agressor do dia anterior, e levado a Marc-Ange Draco, chefe da Unione Corse, a máfia corsa. Draco afirma que é o pai de Tracy explica-lhe que ela teve um passado terrível e gostaria que Bond se casasse com ela como terapia. Bond recusa a proposta de um milhão de libras, mas aceita um romance com Tracy se Draco revelar onde está Ernst Stavro Blofeld, chefe da SPECTRE.
Bond regressa ao MI6. M não está contente com o seu desaparecimento e diz que o agente está fora do caso. Bond chateia-se e, através de uma carta enviada por Miss Moneypenny, apresenta a demissão. Porém, a secretária altera as palavras para uma licença para duas semanas. O agente regressa a Portugal para o aniversário de Draco. Tracy descobre que Bond e o seu pai haviam feito um acordo só para que ela se casasse com o agente em troca de informações. O pai dá-as a Bond e este inicia um grande romance com Tracy. Draco diz que existe uma conexão entre Blofeld e uma empresa de advogados em Berna, Suíça.
Tracy, Bond e Draco dirigem-se para a capital helvética e o agente assalta secretamente o cofre de um escritório da empresa. Descobre que Blofeld quer provar a sua ligação sanguínea de Conde Balthazar de Bleuchamp através de Sir Hilary Bray do Colégio de Armas de Londres. Bond regressa a Londres a pedir autorização para voltar a actuar na missão, e conhecer Bray.
Se passando por Bray, Bond chega a Piz Gloria na Suíça, onde Blofeld instalou um centro de pesquisa. Lá Bond conhece as dez raparigas, "Os Anjos da Morte", que participam num tratamento anti-alergénico. Ao dormir com uma das pacientes, Ruby, Bond descobre que Blofeld passa uma fita de hipnose para lavagem cerebral. Bond tenta persuadir Blofeld para fora da Suíça (com a intenção de prendê-lo), o que leva-o a perceber que Bray não é quem diz ser. Bond é capturado por Irma Bunt, aliada de Blofeld, e o inimigo explica o seu plano de guerra bacteriológica, que usará os Anjos da Morte para lançar germes que esterilizarão animais e vegetais quando estas voltarem para casa.
Bond é preso na sala das máquinas do teleférico, mas escapa esquiando, sendo perseguido por Blofeld e seus agentes até à cidade de Mürren. Lá Bond reencontra Tracy, que está à sua procura. Os dois fogem até uma estalagem e lá Bond declara o seu amor pela condessa, e pede-a em casamento. Na manhã seguinte Blofeld tenta matar o casal com uma avalanche provocada, e captura Tracy.
Bond regressa ao MI6 e vê que M não quer avançar com a missão. O agente então pede ajuda a Draco para destruir Piz Gloria, impedindo Blofeld de transmitir suas ordens do plano de Blofeld para os Anjos da Morte. Após a destruição do centro, Blofeld escapa num bobsleigh, e Bond persegue-o. Blofeld acaba pendurado pelo pescoço entre dois ramos.
De regresso a Portugal, Bond e Tracy casam-se no Ribatejo num ambiente de festa. Os dois partem e dirigem-se à Serra da Arrábida. Na estrada, os dois são alcançados por um Mercedes com Blofeld e Bunt, que dispara contra o carro matando Tracy. Bond fica desolado. Um polícia dirige-se ao carro e o agente diz que está tudo bem, que Tracy está apenas a dormir.

## Elenco
- George Lazenby - James Bond, agente secreto do MI6 com licença para matar.
- Diana Rigg - Teresa "Tracy" di Vicenzo, uma condessa que se apaixona por Bond. É filha de Draco.
- Gabriele Ferzetti - Draco, pai de Teresa e chefe da Unione Corse.
- Ilse Steppat - Irma Bunt, aliada de Blofeld.
- Telly Savalas - Ernst Stavro Blofeld, chefe da SPECTRE que ameaça destruir a humanidade.
- Bernard Lee - M, chefe do MI6.
- Lois Maxwell - Miss Moneypenny, secretária de M e eterna apaixonada por Bond.
- Desmond Llewelyn - Q, chefe do departamento Q.
- George Baker - Sir Hilary Bray, professor de heráldica londrino de quem Bond assume a identidade em Piz Gloria.

## Produção

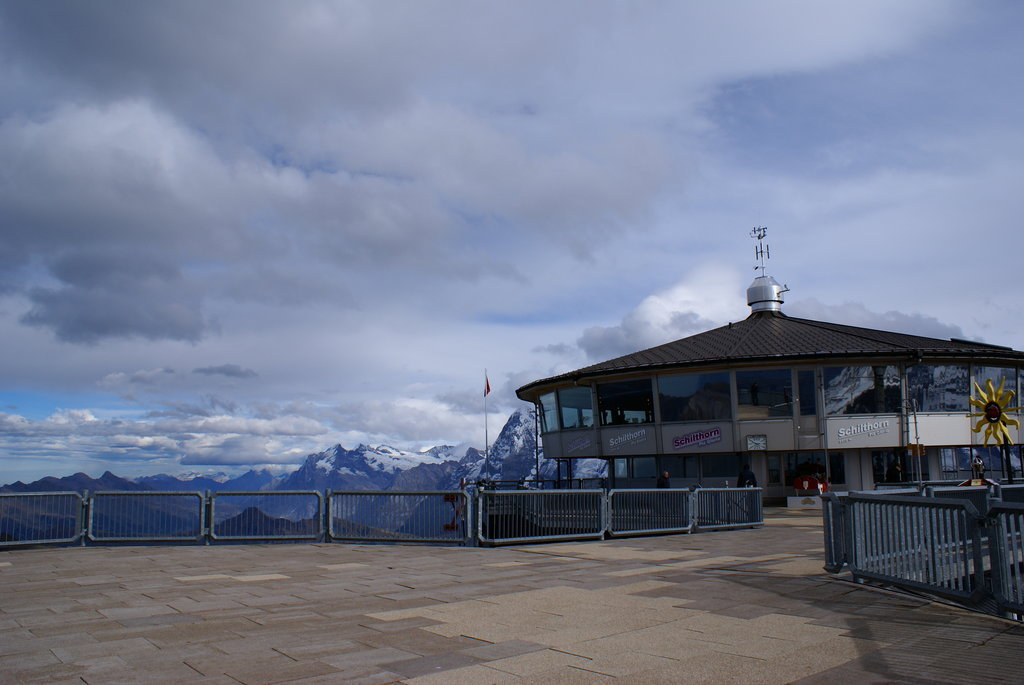
Piz Gloria.

Nos últimos cinco filmes, Sean Connery interpretou o agente mais famoso do mundo: James Bond. Durante as filmagens de You Only Live Twice, o actor decide despedir-se da série. Os produtores estão perante um desafio: encontrar outro actor para o agente. Ian Fleming escreveu o livro homónimo durante a produção de Dr. No e torna-se um sucesso após a publicação em 1963. Após o fim do contrato de Connery com a Universal Artists, muitos pensaram que seria o fim de Bond mas os produtores mostraram que isso seria mentira.
Após Goldfinger os produtores queriam filmar esta película; mas após o fim do escândalo de plágio contra Kevin McClory decidiram filmar Thunderball em primeiro lugar. On Her Majesty's Secret Service seria o próximo, mas devido às condições atmosféricas na Suíça, You Only Live Twice foi filmado no lugar deste, adiando este filme para o ano de 1969. Peter Hunt, que foi o editor dos últimos cinco filmes e o director da segunda unidade de You Only Live Twice, estava a terminar de realizar Chitty Chitty Bang Bang e decide que não quer editar mais pedindo aos produtores a direcção deste filme. Hunt decide manter o argumento próximo do livro original. A principal diferença neste filme é que Bond não tem engenhos de Q e os cenário são muito mais realistas ao contrário dos anteriores. As procuras por um lugar do laboratório de Blofeld iniciam-se na Suíça, nos Alpes.
Mas os produtores têm um maior problema: encontrar um novo actor para interpretar 007. Hunt vê um anúncio dos chocolates Fry e repara que a pessoa que interpreta a personagem principal podia interpretar Bond. Trata-se de George Lazenby, um antigo vendedor de automóveis australiano e que se tornou modelo em Inglaterra. Porém, Lazenby não era actor mas mesmo assim quis interpretar o agente. As dificuldades começam na maneira de andar e na forte pronúncia australiana. Diana Rigg foi contactada e pediram-na para testar Lazenby. Rigg achou que ele seria um bom actor para interpretar o agente secreto. Após a escolha, os produtores têm que escolher ainda outro actor para Blofeld e decidiram que Telly Savalas iria interpretar o papel. Para a aliada de Blofeld, Brunt, é atribuído o papel a Ilsa Steppat.
A 21 de Outubro de 1968, as filmagens começam em Piz Gloria, na Suíça. As cenas provaram ser difíceis de filmar dada a altitude, a atitude de Lazenby e as condições atmosféricas. Para filmar as cenas de perseguição na neve foram utilizadas imagens captadas por esquiadores profissionais enquanto desciam a montanha (o principal, Willy Bogner, filmava descendo de costas ou com a câmera entre as pernas), e outras com um sistema novo desenvolvido pelo cameraman Johnny Jordan (que participara da luta de helicópteros em You Only Live Twice), em que ele era preso a uma rede, erguida por um helicóptero, assim podendo filmar em um ângulo de 360º. Em Dezembro, a equipa regressa aos estúdios da Pinewood enquanto que outra unidade fica na Suíça para filmar a sequência na pista de bobsleigh que fora encerrada. As cenas de avalanche foram conseguidas com duas filmagens: uma com explosões anuais feitas pelo exército suíço para evitar a acumulação de neve, e outra criada pela equipa de efeitos visuais. O efeito da avalanche sobre as personagens foi conseguido com um truque óptico.
A 21 de Março de 1969, aconteceu aquilo que muitos fãs nunca pensaram que poderia acontecer: Bond declara o seu amor perante Tracy e pede-lhe em casamento. No fim do mês de Abril, a primeira unidade viaja até Portugal, para o Zambujal, perto de Setúbal para filmar o casamento entre outras cenas. Os portugueses decoraram o próprio carro de Bond. A 13 de Maio é filmada a sequência inicial da luta na costa portuguesa e mais tarde, o assassino da personagem Teresa. Esta cena final devia ser usada para introduzir o próximo filme Diamonds Are Forever.
Durante o fim da produção, o agente de George Lazenby convenceu o actor de que Bond seria um personagem ultrapassado nos anos 70, e assim Lazenby descartou um contrato para sete filmes.

## Música
John Barry compôs a trilha sonora. Ao contrário dos filmes anteriores, a música-tema é instrumental, porque Barry achou que o título do filme só poderia ser incluído se fosse uma composição operática no estilo de Gilbert e Sullivan.
Barry também compôs "We Have All the Time in the World" com o letrista Hal David (parceiro regular de Burt Bacharach), cantada por Louis Armstrong. Ouvida nas cenas de romance de Bond e Tracy, a canção foi a última gravação de Armstrong.

## Local das filmagens
O filme foi filmado nos seguintes locais:
- Reino Unido nos estúdios da Pinewood Studios.
- Suíça  Piz Gloria, Mürren, Grindelwald e Berna.
- Portugal Ponte 25 de Abril,em Cacilhas, na Praia do Guincho, Cascais, na Serra da Arrábida, no Zambujal, distrito de Setúbal.

## Recepção
A estreia foi marcada para 18 de Dezembro de 1969. 
Apesar de On Her Majesty's Secret Service ter faturado menos do que o antecessor You Only Live Twice, este filme foi um sucesso financeiro, com 87 milhões de dólares nas bilheterias mundiais, tornando-se o segundo filme mais visto do ano atrás de Butch Cassidy and the Sundance Kid.